# ニルス・ペッター・モルヴェル

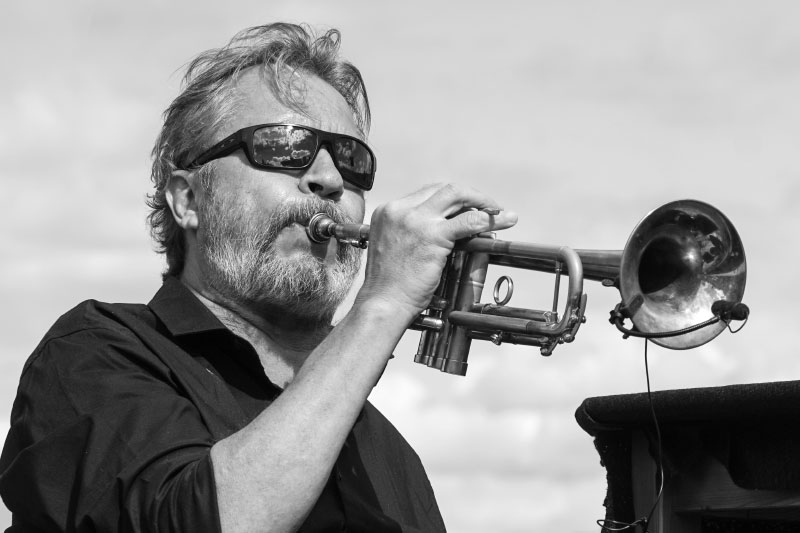
ノルウェーにて（2020年）
撮影：Hreinn Gudlaugsson

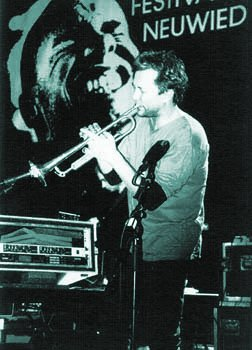
ドイツ・ノイヴィートでのモルヴェル（2011年）

ニルス・ペッター・モルヴェル（Nils Petter Molvær、ノルウェー語 [ˈmol.væɾ]、1960年9月18日 - ）は、ノルウェーのジャズ・トランペッター。

## バイオグラフィ
ノルウェー・ムーレ・オ・ロムスダール県スーラで生まれ育つ。19歳よりNorges Teknisk-Naturvitenskapelige Universitetでジャズを学んだ（1980年 - 1982年）。ヨン・エベルソンとJazzpunkensembletに参加し、アリルド・アンデルセン、ヨン・クリステンセン、トーレ・ブルンボルグとマスクァレロ (Masqualero)に参加。マスクァレロはドイツのレーベル、ECMレコードにて数枚のアルバムを作り、他のミュージシャンの録音にも参加した。1997年にソロ・デビュー作『クメール』を発表。ジャズ、ロック、エレクトロニック、ヒップホップ等が融合されたサウンドであり、ECMレコードのレーベルカラーとは一風変わったものであった。2000年に『ソリッド・エーテル』を発表後、ECMレコードを離れる。彼はまた映画音楽も手がけている。

## ディスコグラフィ

### ソロ・アルバム
- 『クメール』 - Khmer (1997年)
- 『ソリッド・エーテル』 - Solid Ether (2000年) ※with シゼル・アンドレセン
- 『NP3』 - NP3 (2002年)
- 『er』 - Er (2005年)[3]
- Edy (2005年) ※映画『Guérin-Tillié』サウンドトラック
- 『リ・ヴィジョン』 - Re-Vision (2008年) ※OSTのアウトテイクがアルバムにまとめられた[4]
- Hamada (2009年)
- 『バブーン・ムーン』 - Baboon Moon (2011年)
- 『スウィッチ』 - Switch (2014年)
- Buoyancy (2016年)

### マスクァレロ
- Masqualero (1983年)
- Bande À Part (1985年)
- Aero (1987年)
- Re-Enter (1990年)